# 小行星7401
小行星7401（英語：7401 Toynbee）是一颗围绕太阳公转的小行星。1987年8月21日，艾瑞克·怀特·埃尔斯特在拉西拉天文台发现了此天体。
这颗小行星的绝对星等为144.2341434806273等。